# ウズオート・モーターズ
ウズオート・モーターズ (UzAuto Motors) は、ウズベキスタンのアンディジャン州のアサカを拠点とする自動車生産企業である。

## 概要
1996年、ウズベキスタン政府と韓国の大宇自動車の合弁生産会社として、前身にあたるウズデウオート (英語: Uz-DaewooAuto、ウズベク語: O'z-DeuAvto、ロシア語: Уз-ДэуАвто) が設立された。ウズデウブランドの車は国内市場のみならずCIS諸国にも輸出された。
その後、経営破たんした大宇自動車をゼネラルモーターズ (GM) が買収してGM大宇が発足した。これに伴い2008年に新たな合弁会社となるGMウズベキスタン (英語: GM Uzbekistan、ウズベク語: JM O‘zbеkiston、ロシア語: Джи Эм Узбекистан) が設立され、従来のウズデウ車に加えてシボレーブランド車の生産もはじめた。出資比率はウズベキスタン国営企業のウズアフトサノートが75%、GMが25%となる。
GMウズベキスタンは2008年11月27日に生産を開始した。初めて生産された車種はシボレー・ラセッティで、ウズアフトサノートで生産された部品で1,000,000台を組み立てていた。GMウズベキスタンの年間生産台数は250,000台である。第3四半期以降、アサカではシボレー・スパークM300を生産している。M300は2010年以降輸出用と国内用に生産されている。また、生産モデルはCKD（完全ノックダウン生産）方式もしくはSKD（セミノックダウン生産）方式で組み立てられている。しかし、GMウズベキスタンはすべての必要部品の50％を自社工場で生産する計画を立てており、できるだけ早い段階での達成を目標としている。もう一つの工場ではウズデウオートのシボレー・ラセッティ200,000台の車の部品、具体的にはフロント- リア-とサイドウィンドウを生産している。
2010年、約5,000人の従業員がGMウズベキスタン組立工場で採用された。2011年、GMウズベキスタンは国内で121,584台を売上げ、シボレーの市場としては8番目の規模にまで上昇、225,000台を超える自動車を生産した。
2012年2月28日にはシボレー・マリブの生産が、同年9月6日にはシボレー・コバルトの生産がそれぞれ開始された。
GMウズベキスタンは国内向けにはシボレーブランドで販売しているが、ロシアなどCIS圏向けは大宇ブランドで販売していた。大宇ブランドの権利は大宇インターナショナル（現：POSCO大宇）が有しており、輸出向け限定で同ブランドの使用許諾契約を結んで使用していた。その契約満了に伴い、2015年10月12日に輸出向けのブランド名をラヴォン (Ravon) に改称した。
2018年12月にウズアフトサノートがGMの保有株式を買い取って完全子会社化。翌2019年7月1日、社名をウズオート・モーターズに変更した。GMによる技術供与や部品供給などは引き続き行われる。
ゼネラルモーターズとの新たな提携内容合意に基づき、CIS諸国への輸出については2020年3月からシボレーブランドで販売を開始し、同年半ばに従来のラヴォンブランドを終了するとしていた。しかし、COVID-19の世界的流行の影響を受けて当初の予定より遅れ、まず4月28日にウズベキスタンにてシボレー車の販売が開始された。次いで5月20日にはベラルーシで、6月15日からロシアにてウズオート・モーターズ製のスパーク、ネクシア、コバルトの販売が開始された。

## 生産モデル

### 現行生産車種
- シボレー・ダマス (1996-)
- シボレー・ラボ (1996-)
- シボレー・スパーク(M300)/ラヴォン・R2 (2010-)
- シボレー・ネクシア/ラヴォン・ネクシアR3 (2015-)
- シボレー・コバルト/ラヴォン・R4 (2012-)
- シボレー・ラセッティ/ラヴォン・ジェントラ (2013-)
- シボレー・マリブ (2012-)
- シボレー・キャプティバ (2008-)

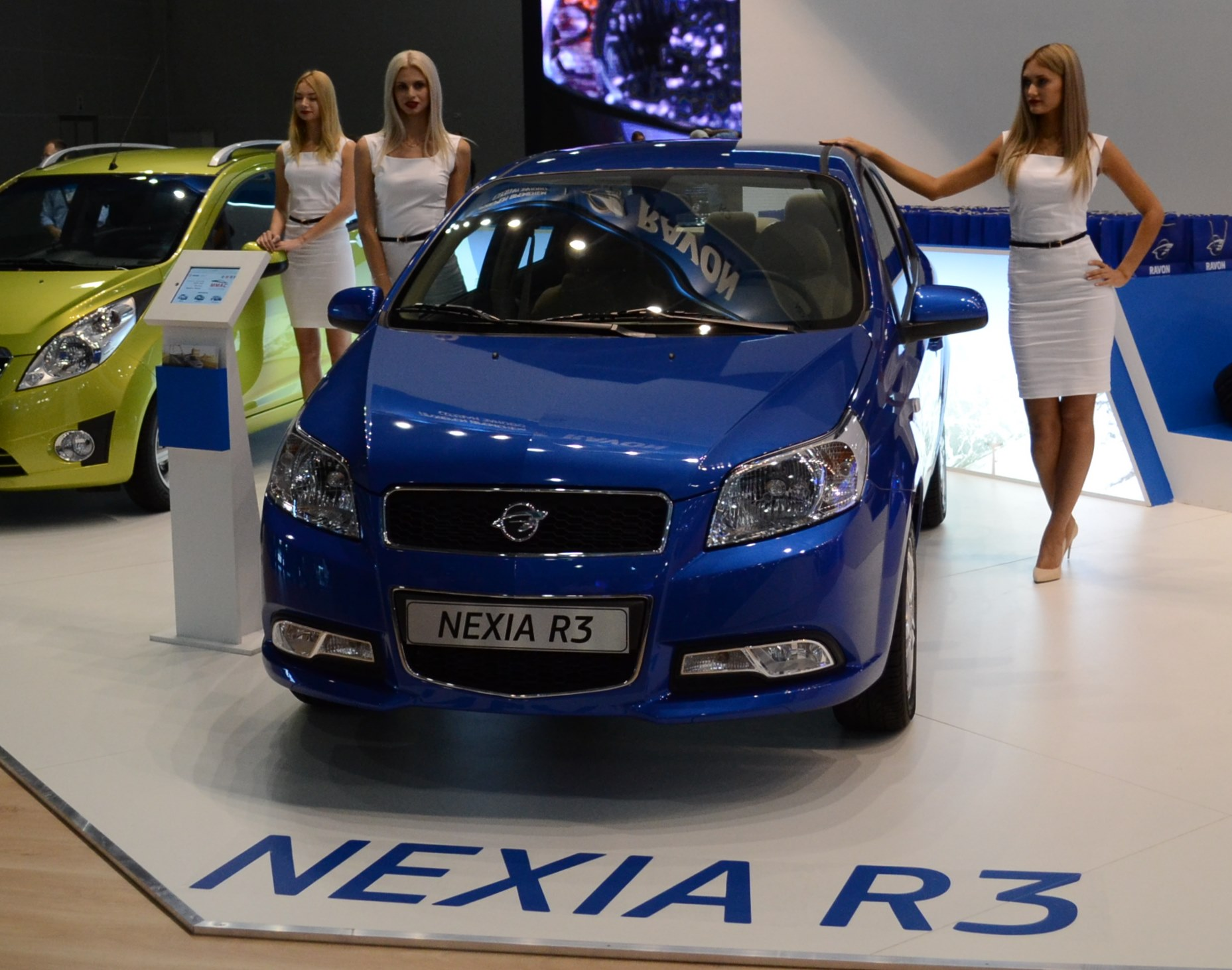
ラヴォン・ネクシアR3
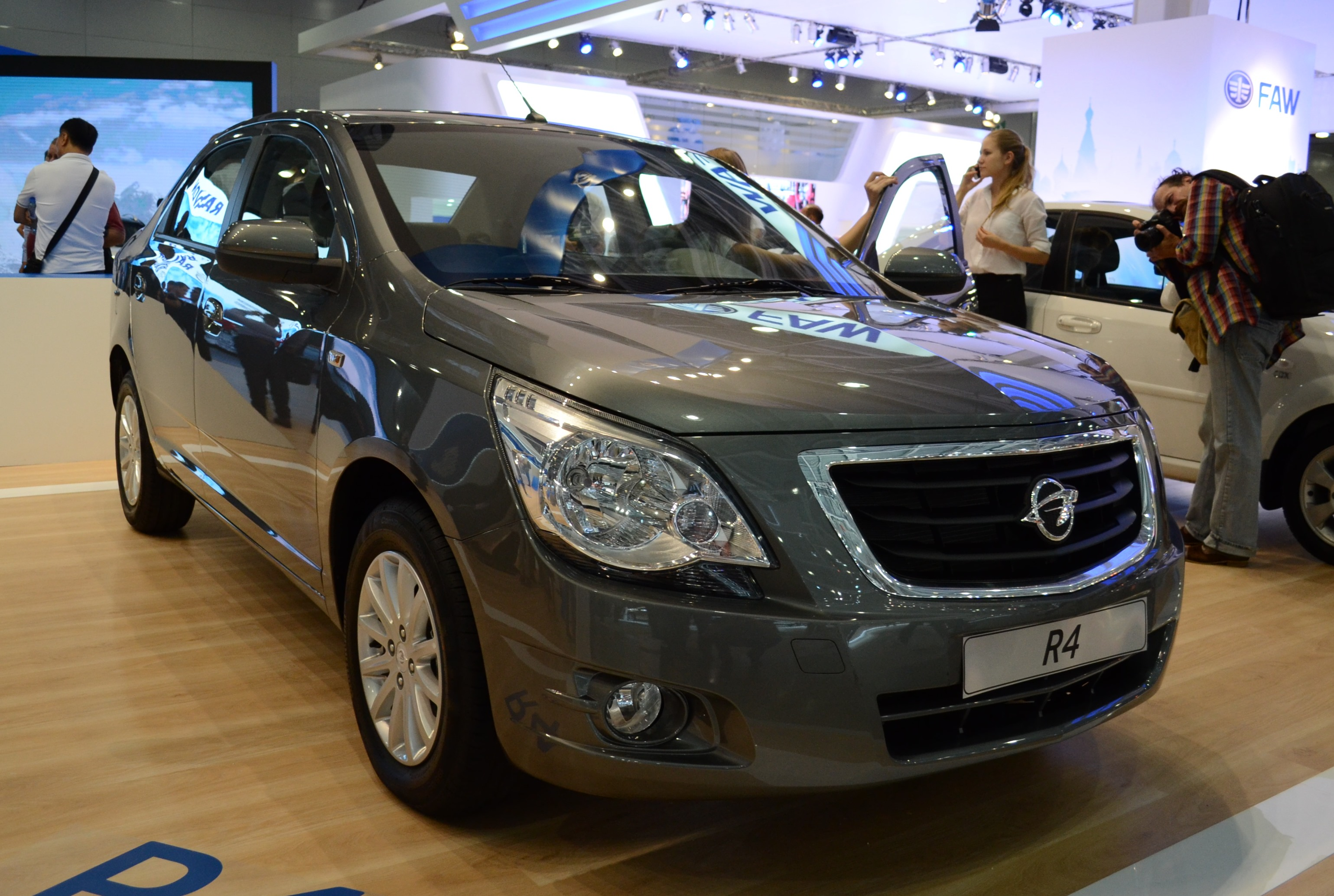
ラヴォン・R4
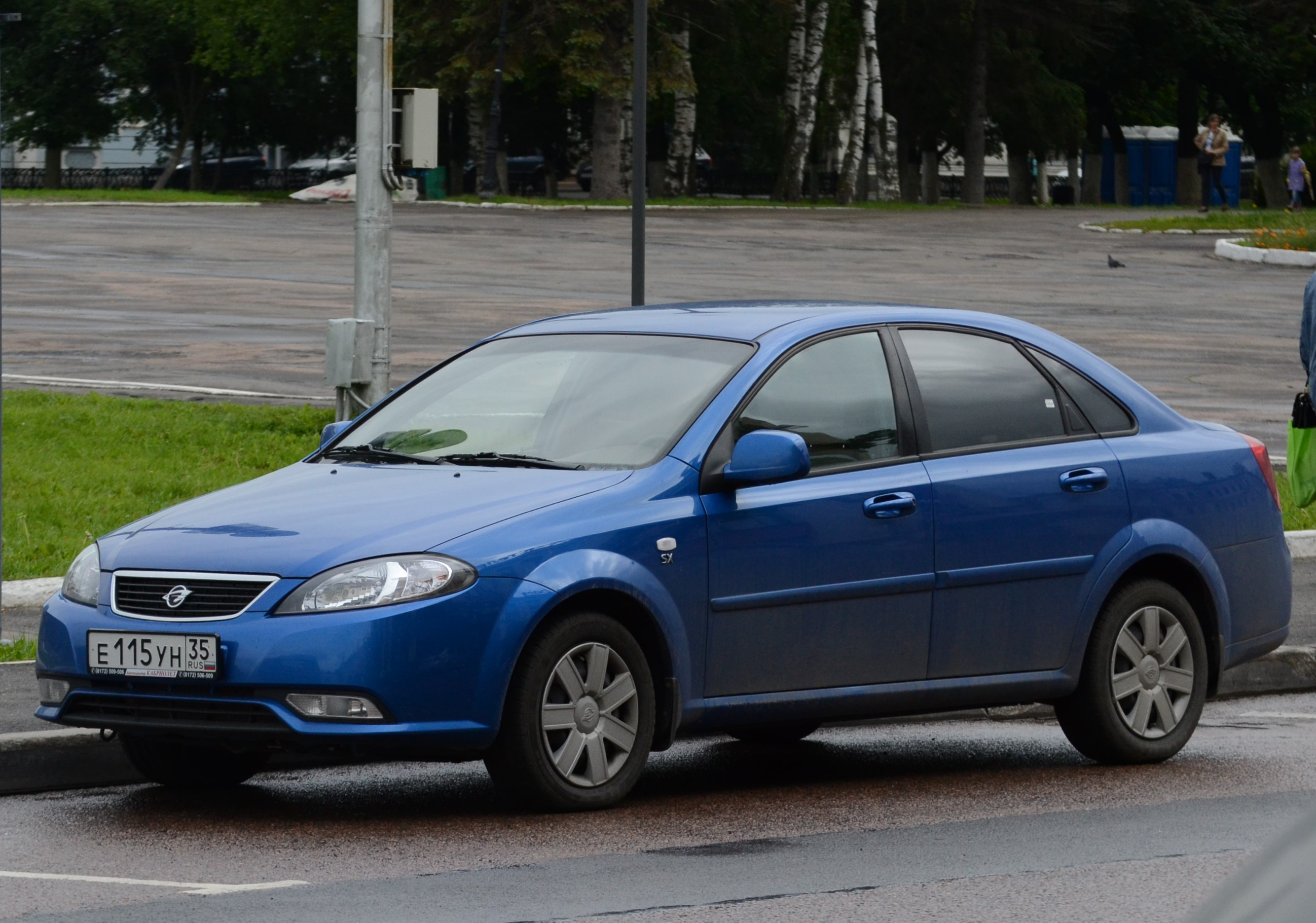
ラヴォン・ジェントラ
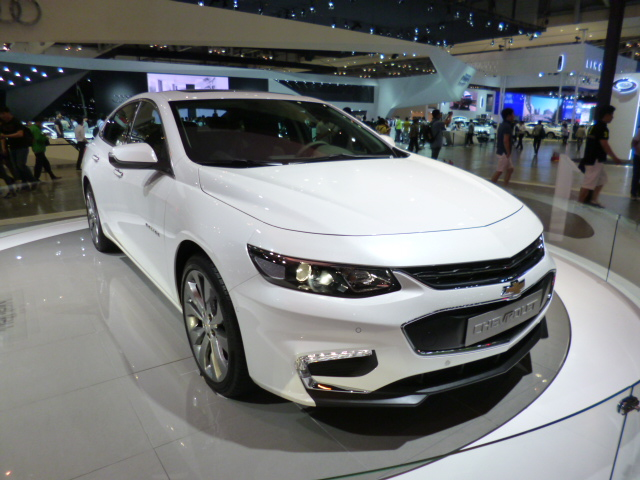
シボレー・マリブ
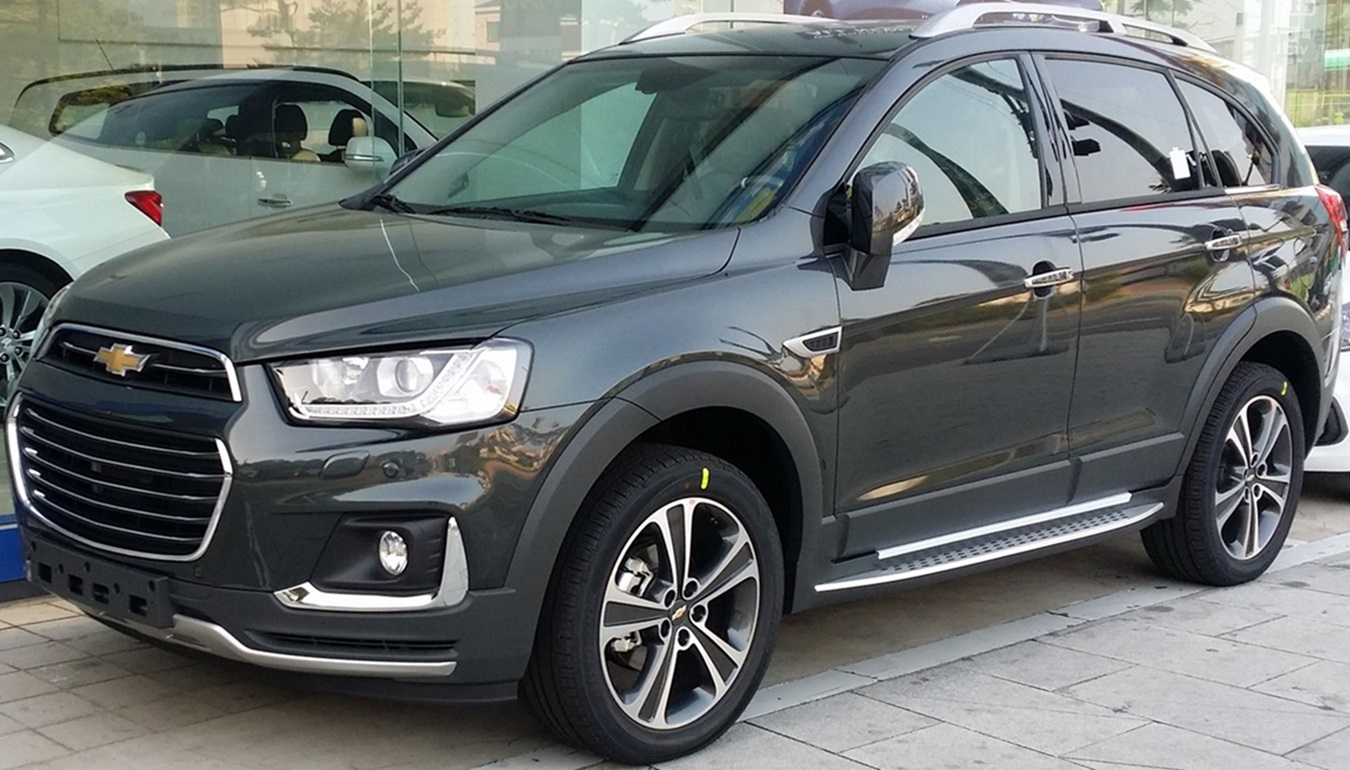
シボレー・キャプティバ

### 製造終了車種
- 大宇・ティコ (1991-2001)
- 大宇・ネクシア (1996-2008)
- 大宇・ネクシアII (2008-2016)
- シボレー・タクマ (2008-2009)
- シボレー・ラセッティ (2008-2013)
- シボレー・エピカ (2008-2011)
- シボレー・オーランド (2014-2018)
- シボレー・マティス(M150)/ラヴォン・マティスR1 (1996-2018)

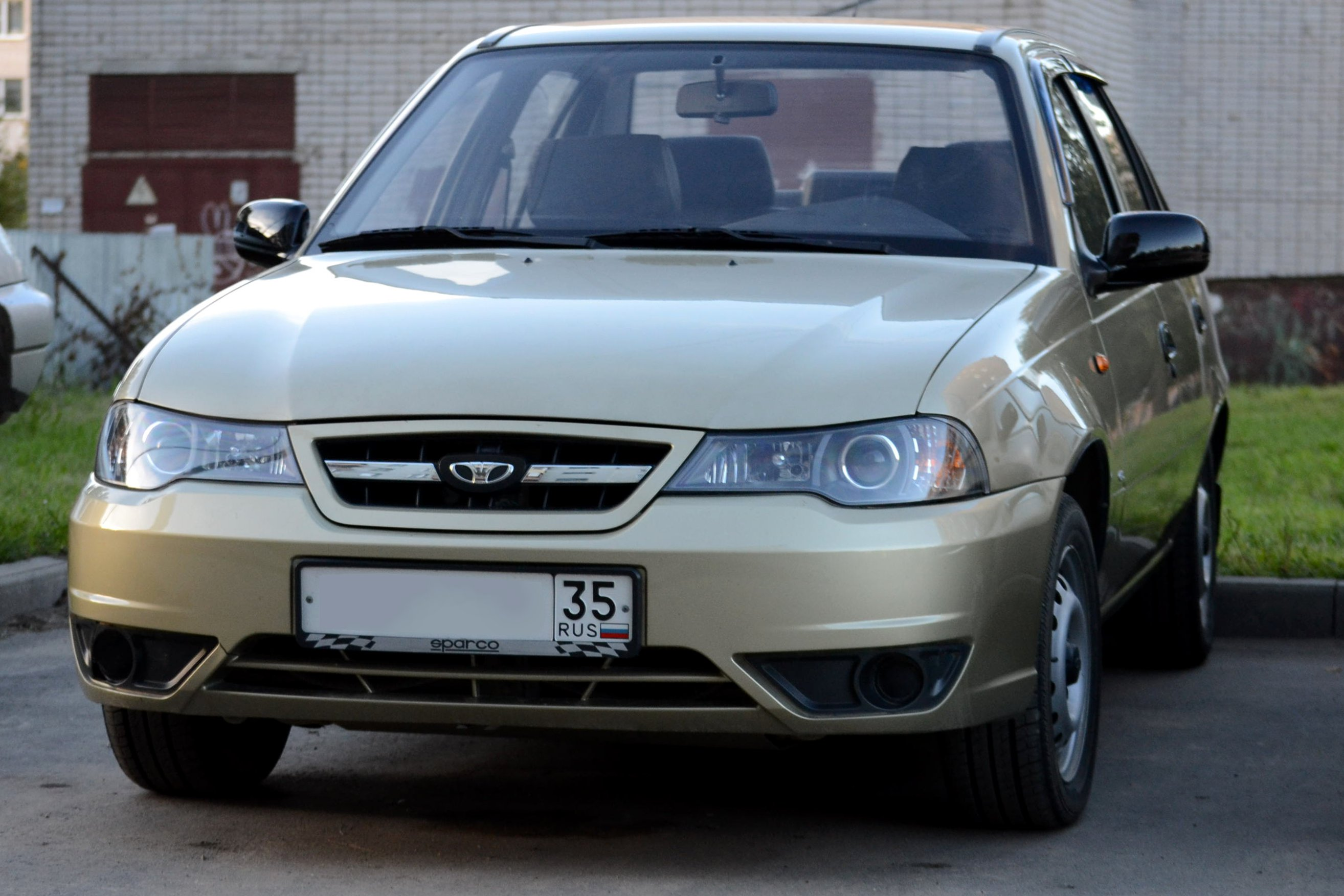
大宇・ネクシアII

## GMパワートレイン・ウズベキスタン
2008年に新たな合意を経て、2011年11月にジョイントベンチャー企業であるGMパワートレイン・ウズベキスタンがタシュケントのエンジン工場として設立された。新たなジョイントベンチャーはGMが全体の52%、ウズアフトサノートが全体の48%の株式を所有している。この工場はGMがウズベキスタンに初めて設立したエンジン工場である。世界中のGMの小型車に積み込むエンジンとして、年間225,000以上のエコテック1.2L、1.5Lエンジンの
生産を行っている。